# العلاج بالتذكر

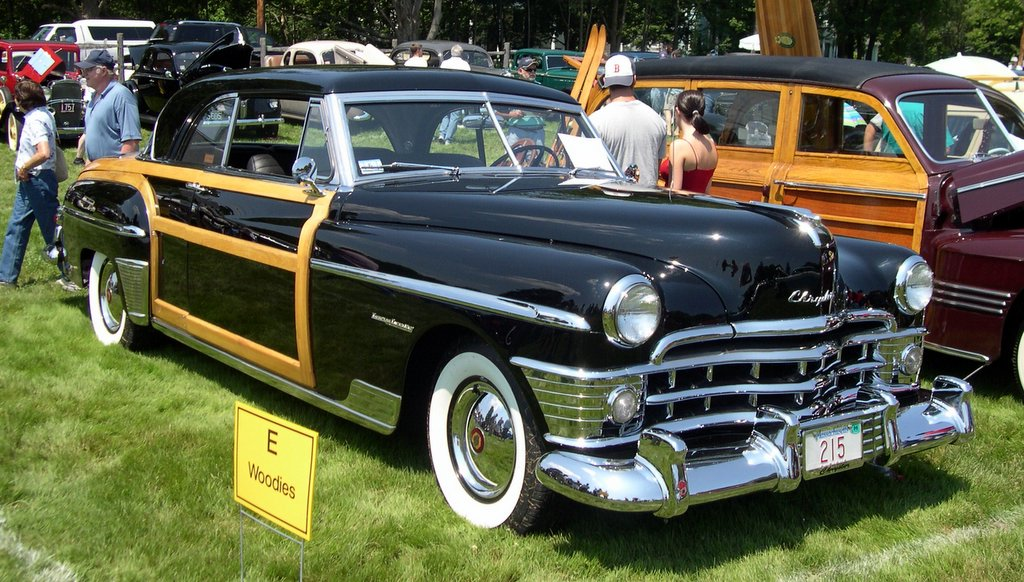

يستخدم العلاج بالتذكر لتقديم المشورة والدعم لكبار السن، وهو تقنية تستعمل عند المرضى المصابين بأذية دماغية والذين تظهر عندهم أعراض «ألزهايمر وأشكال أخرى من الاضطرابات المعرفية».
ركزت مقالة صدرت عن «الرابطة الأمريكية للمتقاعدين» في عام 2018  تحدثت عن مشروع مستقل يدعى «غلينر تاون سكوير» على الأفراد الذين تبدو عليهم أعراض ألزهايمر أو بعض أنواع العته الأخرى. كان الهدف من مشروع غلينر «تصوير السنوات بين عامي 1953 و1961» ليعود المشاركون في المشروع وراءً في الزمن بهدوء، ويستحضرون حياتهم بين 10 و30 عامًا، وهي الفترة التي «تتشكل فيها أقوى ذكرياتنا».
تُعرّف الجمعية الأمريكية للأمراض النفسية العلاج بالذكريات بأنه «استخدام تاريخ الحياة، المكتوب أو الشفهي أو كليهما، لتحسين العافية النفسية. وغالبًا ما يستخدم مع كبار السن». يحترم هذا النوع من التداخل العلاجي حياة الفرد وتجاربه ويساعد المريض في الحفاظ على الصحة العقلية.
أجريت معظم الأبحاث حول العلاج بالذكريات عند المسنين، وعند الذين يعانون من الاكتئاب منهم بشكل خاص، بحثت بعض الدراسات في عينات أخرى من كبار السن.
أُجريت الأبحاث ونُفذ العلاج بالتذكر في الكثير من المجالات عبر مختلف الثقافات، في اليابان والمملكة المتحدة والولايات المتحدة الأمريكية.

## التذكر
يوصف التذكر بأنه «عملية استحضار ذكريات المرء في الماضي بشكل طوعي أو غير طوعي». وينطوي على استعادة وعيش أحداث حياة الفرد. ويقتضي ذلك سلامة «ذاكرة السيرة الذاتية» كي تكون قادرة على تذكر أحداث معينة في الحياة. تكون عملية التذكر ذات مغزى بمقدار كون الذكريات المسترجعة ذات مغزى. هناك طرق مختلفة لجعل الذكريات ذات معنى منها طرح أسئلة تشير إلى أهمية الحدث بالإضافة إلى استخدام ذكريات قديمة من الماضي.
لعملية التذكر وظائف نفسية مختلفة، يقدم التصنيف الذي قدمه ويبستر (مقياس ويبستر لوظائف التذكر) ثمان أسباب تجعل الناس يتذكرون: التخلص من الملل وإحياء الألم النفسي والاستعداد للموت وإجراء المحادثات والهوية وصيانة العلاقات الحميمة وحل المشكلات والتعليم والإخبار. يرى علماء النفس أن لاستخدام التذكر علاجيًا نتائج إيجابية في تحسين مهارات التكيف والمشاعر، مع أن فعاليته موضع جدل. تشير البيانات الحديثة إلى وجود آثار إيجابية ودائمة للعلاج بالتذكر بين المسنين.
ثمة أنواع مختلفة للتذكر. النوعان الرئيسيان هما التذكر الشخصي والتذكر بين الأشخاص. يأخذ التذكر الشخصي منحىً إدراكيًا ويجرى بشكل فردي. يعتمد التذكر بين الأشخاص بشكل أكبر على المحادثة وهو علاج جماعي. يمكن تقسيم التذكر إلى ثلاثة أنواع: الإخبار والتقييم والشكل المُلحّ. يكون التذكر الإخباري بهدف المتعة في إعادة سرد قصص الماضي. يمكن استخدام هذا النوع لمساعدة الأشخاص الذين فقدوا الاهتمام بالحياة والعلاقات. يساعدهم تذكر الذكريات الجيدة على التركيز على ما كانوا سعداء بحدوثه. التذكر التقييمي هو النوع الرئيسي المستخدم في العلاج بالتذكر لأنه يعتمد على «مراجعة الحياة» التي قدمها الدكتور روبرت بتلر. تتضمن هذه العملية استرجاع الذكريات عبر حياة الفرد ومشاركة القصص مع أشخاص آخرين. يجرى هذا غالبًا في إطار العلاج الجماعي. التذكر الملحّ هو عندما يكون الفرد بحاجة إلى التخلي عن  شدة نفسية مستمرة أو شعور بالذنب مستمر. يُتاح للأفراد عبر التعامل مع هذه القضايا الوصول إلى السلام مع أنفسهم. ويستخدم التذكر لمساعدة الناس على التعامل مع وفاة أحد أفراد الأسرة عبر مشاركة القصص حول حياته وتذكر اللحظات الجميلة والتصالح مع الموت.

## الطريقة
يستخدم العلاج بالتذكر غالبًا في دور رعاية المسنين. يمكن أن تتباين بنية العلاج بالتذكر بشكل كبير. في إحدى الجلسات الموثقة، قام المعالج بتشغيل أغاني مختلفة من الفترة الزمنية بين العشرينيات والستينيات وسأل المرضى عن الأغاني التي تحمل معنىً خاص بالنسبة لهم. في جلسة أخرى أجراها نفس المعالج، تبادل المشاركون صوراً وتحدثوا عن سبب أهميتها لهم.
تحدد الأبحاث النفسية نوعين من العلاج بالتذكر فعالين بشكل خاص: العلاج التكاملي والإجرائي.
- العلاج التكاملي هو عملية يحاول فيها الأفراد قبول الأحداث السلبية في الماضي وحل النزاعات القديمة والمصالحة بين المُثًل والواقع  والتعرف على استمرارية الماضي والحاضر وإيجاد المعنى والقيمة في الحياة. توفر المراجعة التكاملية للحياة فرصة لدراسة أحداث الحياة ما قد يؤدي إلى نفي التقييمات الذاتية السلبية المرافقة للاكتئاب. يتجاهل الكثير من  المصابين بالاكتئاب المعلومات الإيجابية ويركزون على الذكريات التي تدعم وجهات نظرهم غير السليمة وظيفياً، لذا يساعد هذا العلاج الأفراد في البحث عن اعتبارات أشمل وأكثر تفصيلاً حول حياتهم وتفسيرات أكثر توازناً للأحداث القديمة. يقوم المشاركون بمراجعة التجارب الجيدة والسيئة في سياق الحياة ككل، ويتضح لهم أن التجارب السلبية في أحد جوانب الحياة تتوسط ربما أحداثًا إيجابية في جانبٍ آخر. قد ينفي الأفراد التقييمات الشاملة السلبية للذات المرتبطة بالاكتئاب ويبدؤون في تطوير نظرة أكثر واقعية  وتكيفًا.[11]
- يساعد العلاج الإجرائي المسنين على تذكر الأنشطة والاستراتيجيات التكيفية السابقة، بما فيها ذكريات وضع الخطط  لمواجهة المواقف الصعبة، والأنشطة الموجهة لتحقيق الأهداف. وتذكر الأهداف الخاصة المُحققة والأهداف التي ساعدوا الآخرين على تحقيقها. قد يؤدي العلاج الإجرائي إلى تحقيق تأثير إيجابي على تقدير الأفراد لذواتهم وفعاليتهم عبر تذكر نجاحاتهم والأوقات التي تصرفوا فيها بفعالية للسيطرة على أوضاعهم. يضع هذا الأسلوب جانبًا الأدوار والالتزامات التي لم تعد مجزية أو قابلة للتحقيق، ويساعد المرضى على التركيز في الأهداف الأخرى المنسجمة مع ظروفهم الحالية. يكون لذلك فائدة خاصة عند كبار السن الذين لم يعودوا قادرين على القيام بالأنشطة السابقة.[11]

## تاريخ العلاج بالتذكر
قبل أواخر خمسينيات القرن الماضي، كان يُنظر إلى تذكر الماضي على أنه عرض سلبي يؤدي غالبًا إلى تدهور الوظائف العقلية. قدم إريك إريكسون مفهومه حول المراحل الثمانية للنمو النفسي من الولادة إلى الموت. تعرف المرحلة الأخيرة باسم مرحلة «الرشد المتأخر»، وتطرح فكرة «التكامل مقابل اليأس». يكون أمرًا مهمًا في هذه المرحلة أن ينظر المرء إلى حياته بارتياح ورضا قبل وفاته. في عام 1963، نشر الدكتور روبرت بتلر ورقة حول النقاط الحرجة المتعلقة بأهمية مراجعة الحياة والتذكر. ويعود إلى بتلر الفضل في بدء حركة العلاج بالتذكر. قام تشارلز لويس بالخطوة التالية في هذا المجال في عام 1971. وأجرى أول دراسة تجريبية حول التذكر. أراد لويس أن يبحث في التغيرات الإدراكية التي قد تسببها عملية تذكر الماضي، وفي نظرة الأفراد إلى أنفسهم. أثبتت هذه التجربة أهميتها ففي السنوات التالية أصبح هذا مجالًا شائعًا للبحث. ركزت الأبحاث التالية على وظائف وفوائد تذكر الماضي. في عام 1978، بدأت وزارة الصحة والضمان الاجتماعي الأمريكية مشروعًا دُعي «مشروع المساعدة بالتذكر». كان هدف المشروع  البدء بإجراء عمليات التذكر بشكل علاجي. في ثمانينيات القرن الماضي، اعترفت مؤسسات الرعاية الصحية بالعلاج بالتذكر وبدأ استخدامه كعلاج جماعي. خلال هذه الفترة الزمنية، تزايد عدد الاختصاصيين المدربين على تقديم هذا العلاج. مازال العلاج بالتذكر مجالًا بحثيًا حتى يومنا هذا. وبالرغم من إجراء الكثير من الدراسات في هذا الميدان، يظل بتلر وإريكسون الباحثين الأكثر ارتباطًا به.